# کوندای
کوندای (انگلیسی: Cunday) نام شهری در کشور کلمبیا است.